# میکله مرلو
میکله مرلو (ایتالیایی: Michele Merlo؛ زادهٔ ۷ اوت ۱۹۸۴) دوچرخه‌سوار اهل ایتالیا است. وی در مسابقات جیرو دیتالیا شرکت کرده است.